# Kutadame
Kutadame is een bestuurslaag in het regentschap Pakpak Bharat van de provincie Noord-Sumatra, Indonesië. Kutadame telt 2015 inwoners (volkstelling 2010).